# Tartományúr

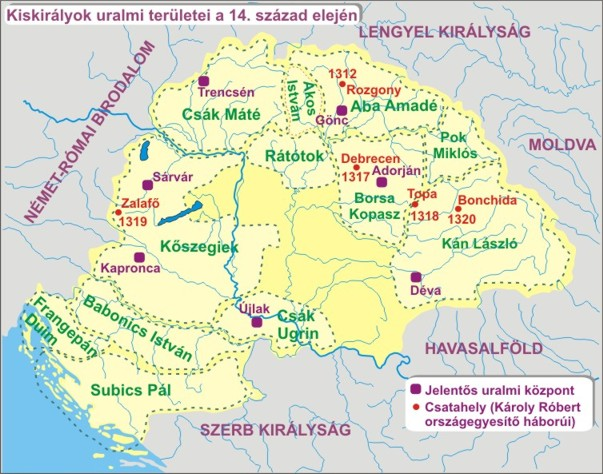
Kiskirályok uralmi területei Magyarországon a 14. század elején

A tartományúr (oligarcha) történelmi jelentése olyan főnemes, aki egy nagyobb országrészen önhatalmúlag uralkodik. Ezek a kiskirályok rendszerint királyi privilégiumokat is használtak, függetlenül a király jóváhagyásától (NAT).

## Tartományurak a középkori Magyarországon
Az Árpád-házi királyok hatalma a földbirtokon alapult: ők voltak az ország legnagyobb birtokosai és emiatt nekik volt a legtöbb jövedelmük. Ez a rendszer a tatárjárás után ingott meg, amikor IV. Béla, majd utódai egyre nagyobb birtokokat adományoztak a főuraknak – eleinte az újjáépítés ösztönzésére, majd egyre inkább azért, hogy megtartsák őket hűségükön. Ezt a korszakot – amely Csák Máté halálával zárult le – időnként „feudális anarchiának” is nevezik.
A leghatalmasabb bárók törekedtek birtokaik koncentrálására (összefüggő birtoktestek kialakítására), hogy könnyebb legyen kormányozni, adót beszedni stb. A koncentráció fő eszközei a vásárlás, a csere és a hatalmaskodás (gyengébb urak birtokainak erőszakos elvétele) voltak. Ez utóbbi meggátlására a kevésbé erős nemesek a főurak védelmét kérték, és ennek fejében különböző szolgálatokat láttak el nekik: így alakult ki a hűbéri rendszer sajátos magyar formája, a familiaritás (a kisebb urak beléptek a nagyobbak „famíliájába”).
Közjogi hatalmuk a királytól korábban kapott címeken (ispán, bán stb.) alapult – ennek szélsőséges elfajzásaként az 1310-es évek elején egyszerre tízen nevezték magukat az ország nádorának (Kristó). Mindegyikük saját hadsereget tartott fenn, és azt nem ritkán zsoldosokkal egészítették ki. Időnként egymással is háborúztak, sőt, beavatkoztak külföldi uralkodóházak viszályaiba is.
Mindegyik tartományúrnak megvolt a maga székhelye, ahonnan tartományát kormányozta – jellemzően egy nehezen bevehető várban. Mivel ezek a közelben vezető utakon vámok sokaságát állították fel és a kereskedőket ráadásul gyakran ki is fosztották, ebben az időszakban Európa fontosabb kereskedelmi útvonalai elkerülték az országot. Székhelyeiken a királyi udvartartást többé-kevésbé lemásoló saját udvart építettek ki. Saját pénzt verettek, ami tovább nehezítette a kereskedelmet: Károly Róbert uralkodásának kezdetén már mintegy 32-féle pénz volt forgalomban.
Tevékenységük egyértelműen hátráltatta a társadalom fejlődését. A rövidtávú optimalizálás (a gyors nagy haszonra törekvés) elszegényítette és kivándorlásra késztette a polgárokat; a tartományurak által megszerzett városok, mint például
- Sopron (Kőszegi család),
- Nagyvárad (Borsa Kopasz),
- Nagyszombat (Csák Máté)

stagnáltak vagy egyenesen hanyatlásnak indultak. Rövidlátásukra jellemző, hogy a birtokaikon fekvő városoknak nem adtak privilégiumokat (mint például a vásártartás joga). A megyeszervezetet nem verték szét, de uralmuk alatt a nemesi megye fejlődése is megakadt.
Jobbágyaikat bármikor átköltöztethették birtokaik más részeire és szabadon besorozhatták őket általában jól felszerelt hadseregeikbe.
Önálló külpolitikájuk fontos elemeként gyermekeiket igyekeznek külföldi uralkodócsaládokba beházasítani.

## Középkori magyar oligarchák
- Aba Amadé[1]
- Ákos István
- Babonić István
- Borsa Kopasz
- Csák Máté
- Csák Ugrin
- Frangepán Duim
- Gutkeled Joakim
- Kán László
- Kőszegi Henrik
- Pok Miklós
- Rátót Domokos
- Šubić Pál

## Károly Róbert felszámolja a tartományurak hatalmát
A tartományurak sokkal keményebben uralkodtak, mint a királyok. A helyi nemességet a familiárisaikká(vagyis katonáskodásra) kényszerítették, és keményen megtorolták, ha nem engedelmeskedtek, a jobbágyokra újfajta terheket vetettek ki, a szabad költözködést akadályozták, a kereskedőkre extra vámokat vetettek ki, ha éppen ki nem rabolták őket. A városokat is alávetették, az egyházi birtokokra is rátették a kezüket, mivel a püspököknek jóval gyengébb fegyveres erőik voltak. A külföldi uralkodókkal folyamatosan harcoltak, ha éppen nem a lányaikat akarták hozzájuk beházasítani. Az egész társadalomnak kárt okoztak, ezért a király könnyen tudott ellenük sereget toborozni, főleg mert ahhoz nem voltak elég okosak, hogy egységben lépjenek fel a király ellen. A király leginkább a kényszerített familiárisok átállásában bízhatott.

### Időrendben
- 1311 Károly Róbert sikertelen hadjárata Csák Máté ellen
- 1312 A rozgonyi csata június 15-én Károly Róbert első nagy győzelme[4]
- 1315 Kán László halála. A tartománya szétesett, Károly új vajdája támadott rá és el is foglalta.

I. János cseh király es Károly is szövetségben megostromol 1-1 várat Csák Máté közül-Liptó, Zólyom, Árva vármegye kikerül Csák Máté ellenőrzése alól
- 1314-1317 Borsa Kopasz legyőzése[5] Adorján es Debrecen mellett. Ő Sólyomkő várába menekül, de kiéheztetik. Megadja magát, de elítélik és kivégzik.[6][7]

Ákos István meghal. A fiaival harc kezdődött. Diósgyőr a királyé lesz
- 1314-1317 A Kőszegiek kiszorítása Szlavóniából, Tolnából, Baranyából. A baranyai Kőszeget elfoglalják Károly Róbert hívei. Köcski Sándor Zalafőnél nyílt csatában legyőzi a Kőszegieket (vagy más néven Henriciadokat/Németújváriakat)
- 1316 Mihald bevétele, Vejthei Teodor legyőzése
- 1317 Petenye fia Péter legyőzése

Csák Máté familiárisai lázadtak előző évben, így Csák meggyengült. Visegrád és Komárom elfoglalása sikerült is Károlynak. Aba Amade fiai Ungban lázadtak fel. Ungvár elfoglalása Károly hívei által. Csata Kán László és Ákos István fiai ellen Dévanal. Károly győz. 
- 1318 Debreceni Dózsa győz Topánal(Kolozsvár környéke)
- 1319 győzelem a Kőszegiek felett Szalafőnel és a Vas megyei Kőszegnél
- 1320-21 erdélyi lázadás kezdődik (Kán László fiai, Borsa Kopasz)

A bonchidai csatában Dózsa vajda győzi le Mojsot, Kán László sógorát.
- 1321 Széchényi Tamás vajda győzi le a Kánokat, Csicsó az utolsó váruk is el lett foglalva

1321 március 18-án Csák Máté meghalt. Amadéfia Miklós soproni ispán gyorsan bevonul a Mátyus földjére, és négy várát: Apponyt, Bajmóczot, Privigyét és Grot megszállják a csapatai. Pár hónap múlva Károly gyorsan  elfoglalta az egész tartományt, csak Trencsényt kellett hevesen ostromolni.
- 1322 Sebenici és Trau városa Babonic Jánossal szövetségben megtámadja a Subicokat, akiket Károly nem segít
- 1323 Leszámolás Babonic Jánossal

A Frangepánok is meghódoltak Tavasszal Károly Róbert Temesvárról Visegrádra tette át a székhelyét
- 1326 Kőszegi-Babonic lázadás (Szlavónia, Vas vm)
- 1329-ig Erdélyben Kán László fiai folyamatosan lázadnak
- 1330 április 17-én Zách Felician merénylete Károly Róbert és családja ellen
- 1336 a Kőszegiek és Babonicok lázadnak átállnak az osztrák herceg oldalára
- 1345 A Subicok lázadását Nagy Lajos veri le

Károly Róbert új elitet állított fel, főleg a saját híveiből vagy a hozzá csatlakozott volt familiárisokból. Az új családok, a Drugetek, Szécsényiek, Debreczeniek, Ákosok, Szécsiek, Lipócziak, Bátoriak, Bebekek, Sztáraiak, Garaiak, Görgeiek, Tököliek, Ostfiak, Apponyiak, Kanizsaiak, Köcskiek, Amadék, Atinaiak, Alsó- és Felső-Lendvaiak, Nagymartoniak, Laczkfiak, Gilétfiak, Zayak, Kontok, Czudarok, Magyarok, Nádasdiak, Gerseiek, Lackfiak alkották az új zászlósurak csoportját. Aba Amádé fiai Lengyelországba, a Kőszegiek Ausztriába, a Kánok Szerbiába vagy Havasalföldre menekültek, mások kisebb birtokokat kaptak ha hűséget esküdtek.

## Kapcsolódó irodalom
- https://rubicon.hu/kalendarium/1311-junius-25-csak-mate-megtamadja-buda-varat
- https://rubicon.hu/kalendarium/1312-junius-15-karoly-robert-legyozi-az-abakat-a-rozgonyi-csataban
- Majoros Béla: Kiskirályok Magyarországon. 2014. ebook
- Karácsonyi, Béla ; Kristó, Gyula Diplomata historiam dominii Matthaei de genere Chak illustrantia = Oklevelek a Csák-territórium történetéhez ACTA HISTORICA (SZEGED) 36 pp. 1–40. , 40 p. (1971)
- Kristó, Gyula: A Csákok és a Kőszegiek harca Sopron megyében SOPRONI SZEMLE:KULTURTÖRTÉNETI FOLYÓIRAT 20: 4 pp. 331–340., 10 p. (1966)

ISBN 9786155358012